# 김동한 (1919년)
김동한(金東漢, 1919년 6월 25일 ~ 1983년 9월 28일)은 대한민국의 해군 군인이며 가톨릭 성직자 겸 수필가이다.

## 일생
1951년 대한민국의 해군 군종 장교로 해군 대위 임관하여 이후 한국 전쟁과 베트남 전쟁에 군종사관 사제로 참전하였으며 군종사제회 부회장 등을 역임했고 1970년 해군 중령 예편하였다.
1978년부터는 결핵환자 요양시설을 설립, 경영하였다. 그의 세례명은 가롤로이며 독실한 가톨릭 신자 집안 태생으로 추기경 김수환의 넷째 형이었다. 본관은 광산(光山)이며 경상북도 대구에서 출생하였고 지난날 한때 경상북도 금릉에서 잠시 유아기를 보낸 적이 있으며 그 후 경상북도 군위에서 성장하였다.

## 생애
그의 가계는 천주교 순교자 집안이었다. 할아버지 김보현 요한은 조선 후기였던 1868년 무진박해 때 체포되어 한성부에서 순교하였다. 옹기장수인 아버지를 여의고 포목행상으로 살림을 꾸리는 어머니의 아들로 출생하였고 어려운 가정환경에서 자라 이후 경상북도 대구 성 유스티노 신학교에 들어가 졸업 후 사제가 된다. 이후 그의 동생 김수환도 그의 영향을 받아 대구 성 유스티노 신학교로 진학하게 된다.
보통학교에 다닐 때 그와 그의 아우 김수환은 모친으로부터 나중에 신부가 되라는 권유를 받고 사제의 길을 걷게 된다.

### 사목 활동
1945년 12월 15일 사제 서품을 받았다. 그 뒤 1948년 8월 경상북도 상주군 함창읍 소재 함창동성당에서 본당 사제로 부임하여 1949년 6월까지 사목하였다.
그 뒤 김동한 가롤로 사제는 1949년 6월부터 1951년 3월까지 경상남도 창원에서 사목하다가 1951년 해군의 첫 군종사관(군종 신부)로 해군 대위 임관하였다. 1953년 4월 진해 및 인근 본당들과 함께 ‘군민 합동 성체대회’ 개최했으며 이 대회는 진해 지역의 천주교 활성화에 크게 기여했다. 그 이후 경상북도 대구 계산성당 등에서 사목하였다.
1969년에는 군종사제회 부회장에 서임되었다. 이때 군내 가톨릭회 총무로 있던 신치구에게 동생 김수환을 소개하기도 하였다. 이후 19년간의 해군 군종 사제 복무를 마치고 1970년 3월 해군 중령 예편하였다.
그 뒤 1983년 부산 범일성당으로 부임하였다.
1978년 ‘한국 가톨릭 결핵 시설 연합회’ 조직하고 초대 회장에 피선되어 결핵환자 요양원을 맡았다. 1983년 9월 28일 선종하였다.

### 선종 이후
선종 당시 동생 김수환은 1983년 9월 말 세계 주교대의원회의에 참석하기 위해 로마에 체류하여 형의 임종을 지키지 못하였다. 형 김동한 신부의 선종 소식은 당시 로마에 체류중이던 장익 주교가 직접 전했다. 형의 임종에 참석하지 못하였던 김수환은 귀국 후 김동한이 임종한 곳에서 며칠을 보냈다고 한다.
한편 김수환이 추기경에 임직된 이후 그는 일부러 김수환을 피하였다. 추기경인 동생에게 누가 될까봐 주교관 출입을 일부러 피했던 것이다.

## 가족 관계
- 할아버지 : 김보현 요한(1848 - 1868), 1866년 병인사옥 때 순교
- 할머니 : 강말순(1850 - 1915)
- 아버지 : 김영석 요셉(1866 - 1930)
- 어머니 : 서중하 마르다나(1872 - 1954)
  - 둘째 형 : 김필수(1917 - 1993)
  - 동생 : 김수환 스테파노(1922 - 2009)
- 외조부 : 서용서

## 같이 보기
- 김수환
- 장익
- 함세웅